# Zheleznogorsk (Krai de Krasnoyarsk)

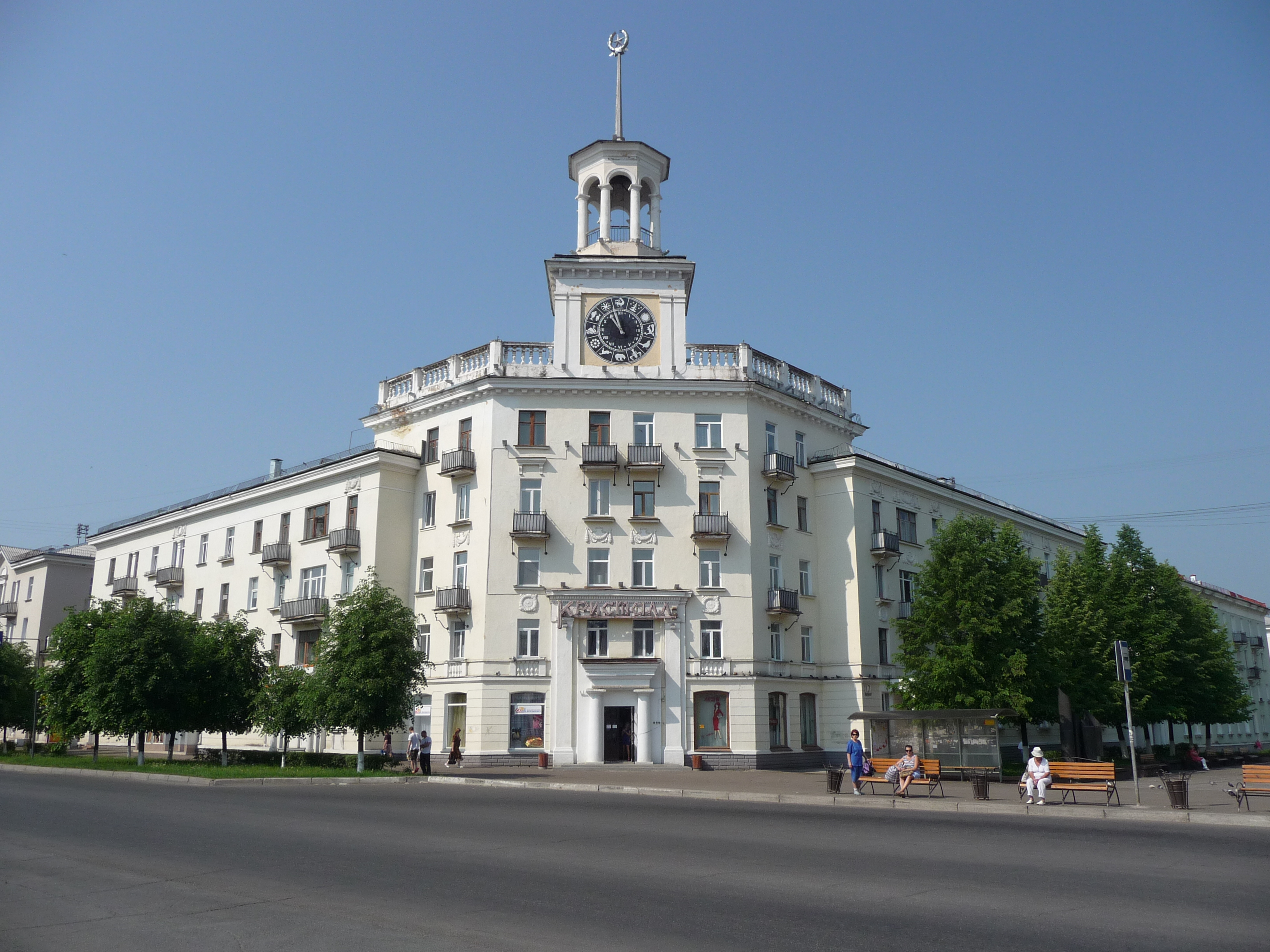
Torre del Reloj

Zheleznogorsk (en ruso: Железного́рск), anteriormente denominada Krasnoyarsk-26 (Красноярск-26) es una localidad cerrada rusa del krai de Krasnoyarsk de importancia en el sector industrial nuclear.

## Historia
La población fue conocida como Krasnoyarsk-26.
Fue establecida en 1950 para la producción de armamento de plutonio. La historia del lugar y el complejo de defensa están interconectadas. En 1959, el Gobierno creó la oficina oriental del OKB-1 (conocida posteriormente como: NPO PM) bajo la supervisión de M. F. Reshetnov. Los edificios de Defensa incluyeron instalaciones nucleares construidas en cavernas excavadas en la montaña al norte de la localidad, al igual que las oficinas de investigación espacial.
A partir de 1992, con Boris Yeltsin en el Gobierno, se aprobó un decreto en el que se podían utilizar las nomenclaturas históricas, y la ciudad empezó a aparecer en los mapas oficiales. Sin embargo, tal como marcaba la tradición en las ciudades soviéticas con instalaciones secretas, el número del antiguo nombre forma parte del código postal.
El área también fue conocida como: "el Pueblo Socialista", "Ciudad del Acero", el Nueve" y "Ciudad Atómica".

## Estatus administrativo y municipal
Dentro del sistema de divisiones administrativas, es junto con otras cinco localidades rurales, parte del Territorio Administrativo Cerrado de Zheleznogorsk, cuya unidad administrativa equivale el de los raiones.
Como municipio, está localizado dentro del Okug Urbano de Zheleznogorsk.

## Economía
Zheleznogorsk destaca por la industria minera y química en el krai, y supuso un papel importante en los primeros años de la producción de armas nucleares en la Unión Soviética.
Aparte del plutonio, también se produce electricidad y otras fuentes de calor mediante el uso de reactores de grafito moderado y agua hasta 2010, cuando cerró el último reactor.
Otra fuente de ingresos es la ISS Reshetnov, empresa fabricante del satélite más grande del país y promotora principal del programa GLONASS.